# Gerritjan Eggenkamp
Gerritjan Eggenkamp (ur. 14 listopada 1975 w Lejdzie) – holenderski wioślarz. Srebrny medalista olimpijski z Aten.
Zawody w 2004 były jego drugimi igrzyskami olimpijskimi, debiutował w 2000. W stolicy Grecji medal zdobył w ósemce. Brał udział w kilku edycjach mistrzostw świata.